# Občina Brda
Občina Brda (slovinsky Občina Brda německy Gemeinde In den Ecken) je jedna z 212 slovinských občin, která se rozkládá v Gorickém regionu (slovinsky Goriška regija) na západě Slovinska. Správním centrem je Dobrovo.

## Sídla
- Barbana
- Belo
- Biljana
- Brdice pri Kožbani
- Brdice pri Neblem
- Breg pri Golem Brdu
- Brestje
- Brezovk
- Ceglo
- Dobrovo
- Dolnje Cerovo
- Drnovk
- Fojana
- Golo Brdo
- Gonjače
- Gornje Cerovo
- Gradno
- Hlevnik
- Hruševlje
- Hum
- Imenje
- Kojsko
- Kozana
- Kozarno
- Kožbana
- Krasno
- Medana
- Neblo
- Nozno
- Plešivo
- Podsabotin
- Pristavo
- Senik
- Slapnik
- Slavče
- Snežatno
- Snežeče
- Šlovrenc
- Šmartno
- Vedrijan
- Vipolže
- Višnjevik
- Vrhovlje pri Kojskem
- Vrhovlje pri Kožbani
- Zali Breg